# Now Production
NOW PRODUCTION CO., Ltd.(ナウプロダクション) (aussi connue sous le nom de Nowpro) est une société japonaise qui développe et édite des jeux vidéo, Fondée en 1986, elle a développé divers jeux pour des grandes entreprises japonaises, dont Namco, Hudson Soft, Capcom, Taito, Konami, Sega et Nintendo. Elle a son siège social dans l'arrondissement Chuo-ku d'Osaka avec un studio à Tokyo.
Now Production a entre autres développé l'ensemble des titres de la série Adventure Island pour NES/Famicom (à l'exception du premier jeu) en plus de New Adventure Island pour TurboGrafx-16. Parmi ses projets les plus récents figurent Pac-Man Museum + et Pac-Man World Re-Pac, tous les deux publiés en 2022 par Bandai Namco Entertainment.
Elle est également impliquée dans le développement de logiciels pour l'éducation par le jeu, le développement de logiciels et de matériel de pachinko/pachislot, et la production sonore.

## Les jeux vidéo

### Famicom/NES
- Metro-Cross (1986)
- Taito Grand Prix: Eikou heno de Licence (1987)
- Spelunker II: Yūsha e n Chōsen (1987)
- Jikuu Yuuden: Debias (1987)
- Kyuukyoku Harikiri Stadium (1988)
- Kyuukyoku Harikiri Stadium '88 Senshuu Shin Data Version (1988)
- Yokai Dochuki (1988)
- Wagan Land (1989)
- Splatterhouse: Wanpaku Graffiti (1989)
- Dragon Spirit: The New Legend (1989)
- Jackie Chan Action Kung Fu (1990)
- Yo! Noid (1990) (à l'origine au Japon comme Kamen no Ninja Hanamaru)
- Jumpin' Kid: Jack to Mame no Ki Monogatari (1990)
- Wagan Land 2 (1990)
- Adventure Island II (1991)
- Adventure Island III (1992)
- Ms. Pac-Man (1993)
- Master Takahashi's Adventure Island IV (1994)

### Game Boy
- Mickey's Dangerous Chase (1991)
- Dig Dug (1992)
- Code-Barres Garçon: Kattobi Route (1993)
- Adventure Island II: Aliens in Paradise (1993)
- Momotarou Dengeki: Momotaro Thunderbolt (1993)
- Momotarou Dengeki 2 (1994)
- Pac-Attack (1994)

### Game Boy Advance
- Klonoa: Empire of Dreams (2001)
- Klonoa 2: Dream Champ Tournament (2002)
- WTA Tour Tennis (2002)
- Gachinko Pro Yakyuu (2002)
- Goemon: New Age Shutsudō! (2002)
- Silent Scope (2002)
- Metal Max 2 Kai (2003)
- One Piece: Going Baseball (2004)

### Game Boy Color
- Dance Dance Revolution GO (2000)
- Dance Dance Revolution GB2 (2000)
- Detanabi Pro Yakyuu (2000)
- Detanabi Pro Yakyuu 2 (2001)
- Dance Dance Revolution GB3 (2001)
- Dance Dance Revolution GO Disney Mix (2001)
- Oha Star Dance Dance Revolution GO (2001)

### Game Gear
- Galaga '91 (1991)
- Wagan Land (1991)
- Pac-Panic (1994)
- Ms. Pac-Man (1995)

### GameCube
- Sonic Adventure DX: Director's Cut (2003)
- Mario Superstar Baseball (2005)
- Sonic Riders (2006)

### Mega Drive/Genesis
- Quad Challenge (1991)
- Splatterhouse 2 (1992)
- Splatterhouse 3 (1993)
- Rolling Thunder 3 (1993)

### Neo Geo
- Neo Bomberman (1997)

### Nintendo DS
- Nazotte Oboeru Otona no Kanji Renshuu Kanzenban (2007)
- Shoho Kara wa Hajimeru Otona no Eitango Renshuu (2008)
- Unsolved Crimes (2008)
- Zero Kara Hajimeru: Otona no 5-Kokugo Nyuumon (2008)
- Bakugan Battle Brawlers (2009)
- Kodawari Saihai Simulation: Ocha pas Ma Pro Yakyuu DS (2009)
- Imi Gawakaru Otona no Jukugo Renshuu: Kadokawa Ruigo Shinjiten Kara 5-Mon Homme (2009)
- WireWay (2009)
- Nazotte Oboeru Otona no Kanji Renshuu Kaiteiban (2010)
- Zoobles! Spring to Life! (2011)

### PC Engine/TurboGrafx-16
- Chew Man Fu (1990)
- Bravoman (1990)
- Dragon Saber (1991)
- Final Soldat (1991)
- Jackie Chan Action Kung Fu (1991)
- Doraemon: Nobita no Dorabian Night  (1991 et 1992)
- Genpei Tōma Den (1990)
- Samurai-Esprit (1992)
- New Adventure Island (1992)
- Power Tennis (1993)

### PlayStation
- Chibi Maruko-chan: Maruko Enikki World (1995)
- Namco Museum Volume 1 (1995)
- Namco Museum Volume 3 (1996)
- Digical De La Ligue (1997)
- Smash Court 2 (1998) connu en Europe sous le nom de Anna Kournikova's Smash Court Tennis
- Block Kuzushi (1999)
- Dragon Valor (1999)
- Extreme Go-Kart Racing (2000)
- Rescue Shot (2000)
- Ganbare Goemon: Oedo Daikaiten (2001)
- Goemon: Shin Sedai Shūmei! (2001)
- Big League Slugger Baseball (2003)

### PlayStation 2
- Ninja Assault (2002)
- Surfing Air Show with Rat Boy (2002)
- Gachinko Pro Yakyuu (2003)
- Necchuu! Pro Yakyuu 2003 (2003)
- Katamari Damacy (2004)
- Demon Chaos (2005)
- We Love Katamari (2005)
- Twinkle Star Sprites: La Petite Princesse (2005)
- Sonic Riders (2006)
- Bakugan Battle Brawlers (2009)

### PlayStation 3
- Bakugan Battle Brawlers (2009)

### PlayStation Portable
- Higanjima (2005)
- PQ: Practical Intelligence Quotient (2005)
- PQ2: Practical Intelligence Quotient 2 (2006)
- Undead Knights (2009)

### Super Famicom/Super NES
- Go! Go! Dodge League (1993)
- Super Power League (1993)
- King of the Monsters 2 (1993)
- Miracle Girls (1993)
- Super Mahjong 2: Honkaku 4 Nin Uchi! (1993)
- Super Kyuukyoku Harikiri Stadium 2 (1994)
- Super Power League 2(1994)
  - The Sporting News: Baseball (1995) (version Nord-Américaine)
- Super Power League 3 (1995)
- Supapoon (1995)
- Supapoon DX (1996)
- Super Power League 4 (1996)

### Wii
- Mario Super Sluggers (2008)
- Little League World Series Baseball 2008 (2008)
- Little League World Series Baseball 2009 (2009)
- Bakugan Battle Brawlers (2009)

### Xbox
- Sonic Riders (2006)

### Xbox 360
- Beautiful Katamari (2007)
- Bakugan Battle Brawlers (2009)

## Source de la traduction
- (en) Cet article est partiellement ou en totalité issu de l’article de Wikipédia en anglais intitulé « Now Production » (voir la liste des auteurs).